# Trevor Philips
Trevor Philips este un personaj fictiv și unul dintre protagoniștii jocului video Grand Theft Auto V, din seria Grand Theft Auto.